# 陸海空
| ウィキペディアには「陸海空」という見出しの百科事典記事はありません（タイトルに「陸海空」を含むページの一覧/「陸海空」で始まるページの一覧）。 代わりにウィクショナリーのページ「陸海空」が役に立つかもしれません。 |